# Super Mario Kart
Super Mario Kart – komputerowa gra wyścigowa wyprodukowana i wydana przez Nintendo w 1992 roku. Jest to pierwsza część serii Mario Kart. Gracze ścigają się między sobą w gokartach, wcielając się w postacie znane z serii.
W grze dostępny jest tryb wieloosobowy, w którym gracze ścigają się ze sobą lub walczą, używając do tego różnych przedmiotów schowanych w specjalnych polach, które aktywują się po ich przejechaniu.